# Aepeomys
Aepeomys és un gènere de rosegadors de la família dels cricètids. Les dues espècies d'aquest grup són oriündes dels Andes de Veneçuela i l'Equador. Tenen una llargada de cap a gropa d'aproximadament 11 cm i una cua d'entre 8 i 12 cm. El pelatge dorsal és de color marró oliva a marró grisenc, mentre que el ventral és més pàl·lid.